# Scala esatonica
Una scala esatonica o esafonica è una scala musicale che ha sei gradi per ottava. Esempi famosi di scale esatoniche sono la scala esatonale, la scala aumentata, la Scala di Alexander Skrjabin, la scala blues. Una scala esatonica può essere creata anche attraverso una sequenza di note contigue nel circolo delle quinte, e in quel caso la scala risulta una scala diatonica senza una nota, ad esempio, La Do Re Mi Fa Sol.